# Burgrieden
Burgrieden ist eine Gemeinde im nördlichen Landkreis Biberach in Baden-Württemberg mit den Ortschaften Burgrieden, Rot und Bühl.

## Geografie

### Lage
Burgrieden liegt in Oberschwaben im Tal der Rot im nördlichen Landkreis Biberach, rund fünf Kilometer östlich von Laupheim.

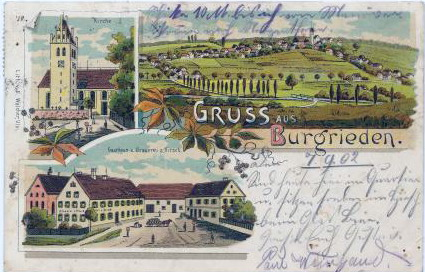
Burgrieden um 1900

### Anfahrt
Die Anreise mit dem Pkw kann auch von der Abfahrt Achstetten an der Bundesstraße B30, auf halbem Weg zwischen Ulm und Biberach/Riss, erfolgen.
An der Bahnstrecke Laupheim West–Schwendi hatten Burgrieden und Rot einen Bahnhof. Der Personenverkehr wurde jedoch 1971 eingestellt und durch Busse (Linie 240) ersetzt. Der Bahnhof in Burgrieden wird heute von einem Restaurant bewirtschaftet und das Bahnhofsgebäude in Rot ist in privater Hand.

## Geschichte

### Mittelalter und frühe Neuzeit
Der Hauptort Burgrieden wurde im Jahre 1275 erstmals urkundlich erwähnt. Auf dem heutigen Gemeindegebiet befanden sich die Burgen Henkenburg und Heusenberg.
Im Heiligen Römischen Reich gehörte Burgrieden zum Biberacher Spital und fiel 1803 zunächst an das Kurfürstentum Baden und 1806 an Württemberg.

### Seit der Zugehörigkeit zu Württemberg
Spätestens seit 1810 gehörten alle drei Teilorte nach jeweils verschiedenen Landeszugehörigkeiten zum Königreich Württemberg und kamen zum Oberamt Wiblingen, das seit 1842 Oberamt Laupheim hieß. Im Zuge der Kreisreform 1938 wurden die Dörfer in den neuen Landkreis Biberach eingegliedert.
1945 wurden die Ortschaften Teil der Französischen Besatzungszone und kamen somit zum neu gegründeten Land Württemberg-Hohenzollern, welches 1952 im Land Baden-Württemberg aufging.
Im Zuge der Gemeindereform in Baden-Württemberg schlossen sich die bis dahin selbständigen Gemeinden Rot bei Laupheim am 1. März 1972 und Bühl am 1. Januar 1973 der Gemeinde Burgrieden an.

## Politik

### Gemeinderat
Die Kommunalwahl am 9. Juni 2024 in Burgrieden führte zu folgendem amtlichen Endergebnis. Die Wahlbeteiligung lag bei 59,2 % (2014: 46,9 %). Der Gemeinderat besteht aus den gewählten ehrenamtlichen Gemeinderäten und dem Bürgermeister als Vorsitzendem. Der Bürgermeister ist im Gemeinderat stimmberechtigt.
| Partei/Liste                                    | 2024   | 2024   | 2019   | 2019   |
| Partei/Liste                                    | Anteil | Sitze  | Anteil | Sitze  |
| ----------------------------------------------- | ------ | ------ | ------ | ------ |
| Unabhängige Bürgerliche Wählervereinigung (UBW) | 50,9 % | 7      | 61,0 % | 9      |
| offene Liste Burgrieden                         | 49,1 % | 7      | --     | --     |
| Freie Wähler (FWGB)                             | --     | --     | 39,0 % | 5      |
| Wahlbeteiligung                                 | 65,8 % | 65,8 % | 59,2 % | 59,2 % |

### Bürgermeister
Frank Högerle ist seit dem 20. Juni 2022 Bürgermeister von Burgrieden. Er wurde am 20. März 2022 mit 89,6 Prozent der Stimmen gewählt. Er folgte auf Josef Pfaff, der von 1986 bis 2022 amtierte. Pfaff wurde zuletzt am 14. Oktober 2018 im Amt bestätigt (97,4 Prozent der Stimmen) und legte sein Amt vorzeitig nieder.

### Wappen
| Wappen der Gemeinde Burgrieden | Blasonierung: „In geteiltem Schild oben in Rot eine silberne (weiße) Burg mit zwei Zinnentürmen und einem Staffelgiebel über dem Rundbogentor ohne Flügel, unten in Grün ein silberner (weißer) Wellenbalken.“ |
| Wappen der Gemeinde Burgrieden | Wappenbegründung: Die Burg in der oberen Hälfte des geteilten Schildes bezieht sich auf die erste Silbe des Gemeindenamens. Zugleich erinnert sie auch an die Burgen, die einst bei den 1972 beziehungsweise 1973 eingegliederten Orten Bühl und Rot bei Laupheim gestanden haben. Da die von einem silbernen Wellenbalken durchzogene untere grüne Schildhälfte für den Begriff Ried = „Moor“ steht, ist das Wappen voll redend. Das Landratsamt hat am 16. Februar 1981 die aus dem schon 1922 festgelegten Wappen abgeleitete Flagge verliehen. |

Wappen der ehemals eigenständigen Gemeinden

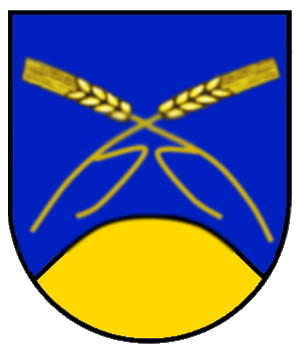
Bühl
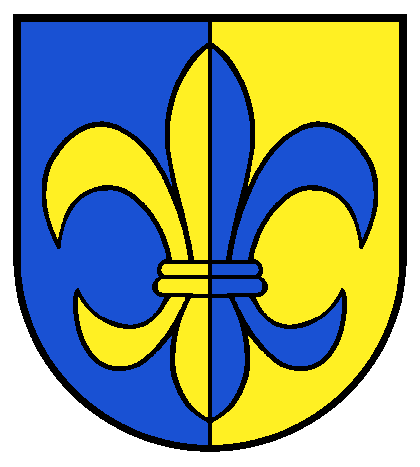
Rot

## Wirtschaft und Infrastruktur

### Bildungseinrichtungen

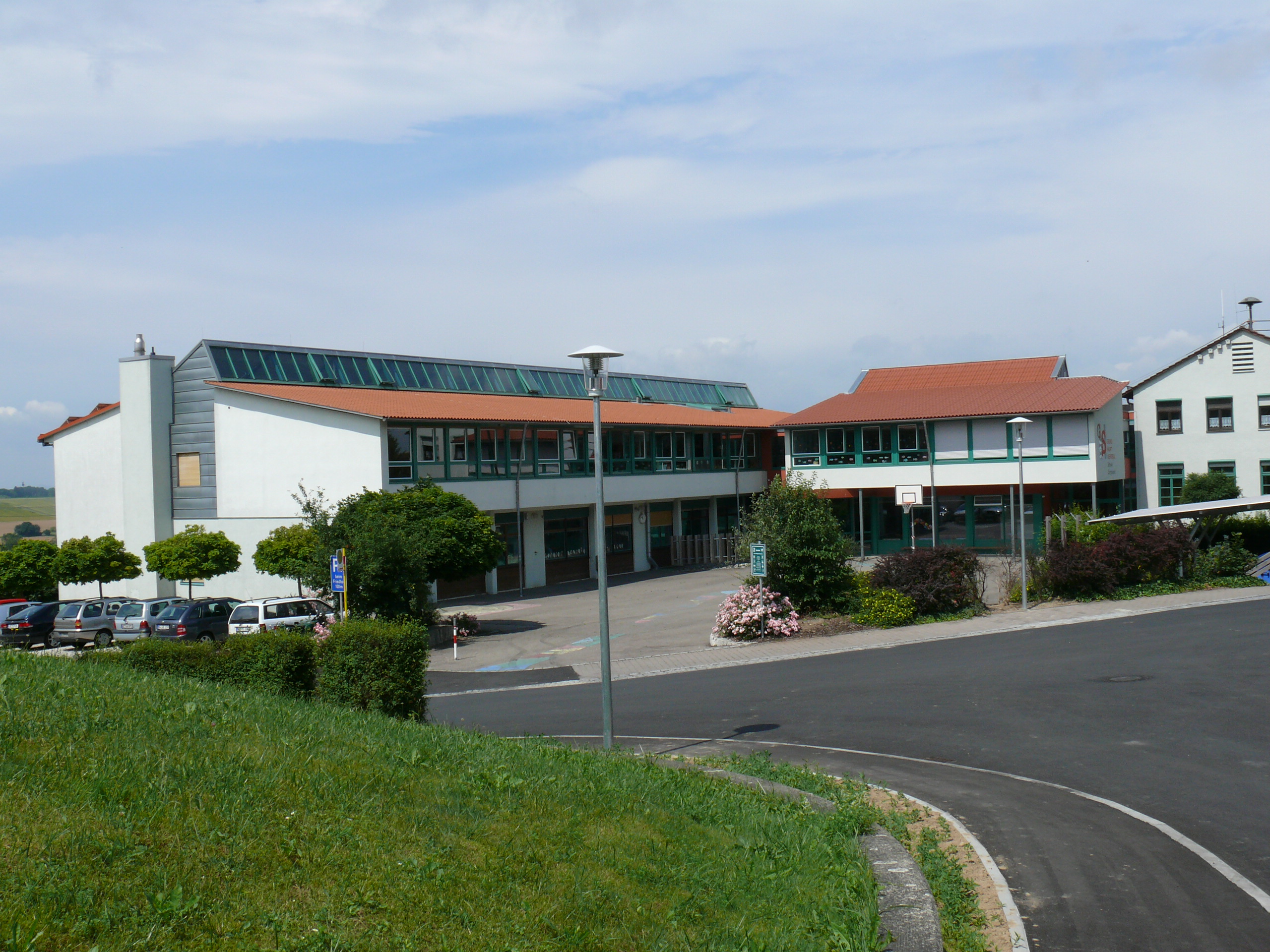
Grundschule Burgrieden

- Grundschule Burgrieden (Rottalschule): Im Ortsteil Burgrieden befindet sich eine Grundschule mit Ganztagesangebot und Mittagstisch.[5]
- Grundschule Rot-Bihlafingen: Der Ortsteil Rot hat eine Grundschule. Diese arbeitet mit der Grundschule im benachbarten Bihlafingen (Ortsteil von Laupheim) zusammen.

### Verkehr
Durch Burgrieden führt der Oberschwaben-Allgäu-Radweg. Er ist eine Rundstrecke über Ulm und Tettnang und verläuft dabei von Illerkirchberg über Schnürpflingen und den Laupheimer Stadtteil Bihlafingen kommend nach Burgrieden und weiter nach Laupheim.

### Wirtschaft
Während des Ersten Weltkrieges wurden bei Steiger Flugzeuge und Flugmotoren repariert. Später wurden in der Zeit von 1918 bis 1926 Personen- und Sportwagen von der Firma Steiger AG hergestellt.

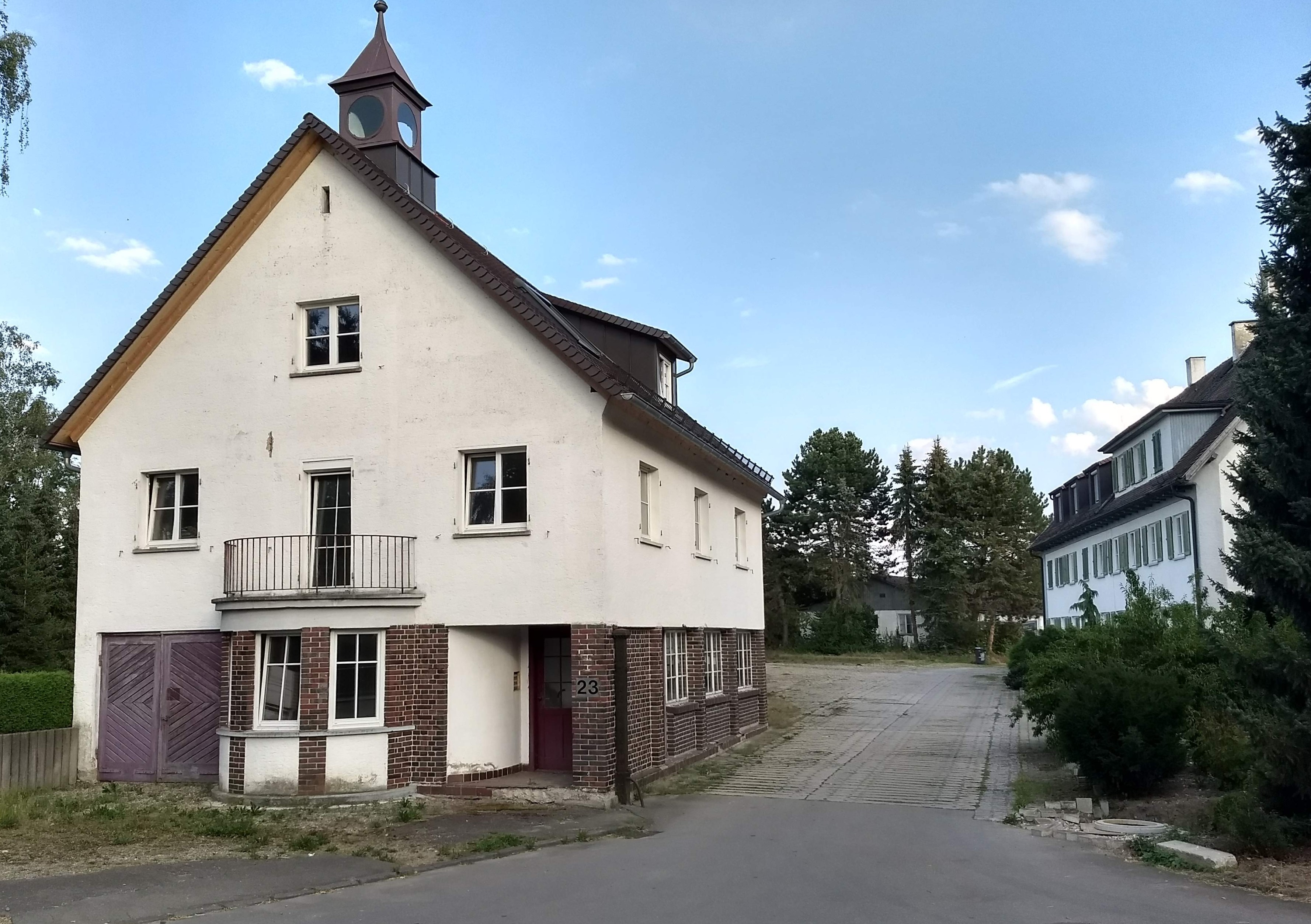
Einfahrt zum ehemaligen Werksgelände der Firma Steiger AG. Pförtner- und Wohnhaus 1920 von Philipp Jakob Manz

## Kultur und Sehenswürdigkeiten

### Oberschwäbische Barockstraße
Burgrieden befindet sich an der Oberschwäbischen Barockstraße.

### Museum Villa Rot
- Das Museum Villa Rot befindet sich in einer Jugendstil-Villa im Ortsteil Rot. Die Villa ist von einem Park umgeben.[6] Das Haus hat sich der zeitgenössischen Kunst verschrieben.

### Festspiele Burgrieden
Die Festspiele in Burgrieden wurden 2014 gegründet. Dafür wurde eine Freilichtbühne errichtet.
Der Zuschauerraum bietet 960 Sitzplätze. Das Schauspielensemble besteht aus professionellen Schauspielern, die jedoch von einer Vielzahl von Statisten und Reiterstatisten unterstützt werden. Zudem gibt es ein kleines Stuntteam. Geschäftsführerin der Festspiele Burgrieden GmbH ist Claudia Huitz.
Nach Ankündigung der Gründer sollen auf der Bühne im Laufe der Zeit nicht nur Stücke frei nach Karl May inszeniert werden. Bislang sind jedoch ausschließlich Karl-May-Stoffe verwendet worden.
Die künstlerische Leitung mit Buch und Regie übernahm von 2014 bis 2017 Mike Dietrich, der bereits zuvor in verschiedenen Bereichen bei Karl-May-Produktionen Erfahrung gesammelt hatte. Seit 2018 liegt die Regie bei Michael Müller.
Seit Beginn im Jahr 2014 bis 2017 gab Helmut Krauss (bekannt aus „Löwenzahn“ und anderen Produktionen) den Part des Erzählers. Seit 2018 übernimmt diese Aufgabe Pat Zwingmann.

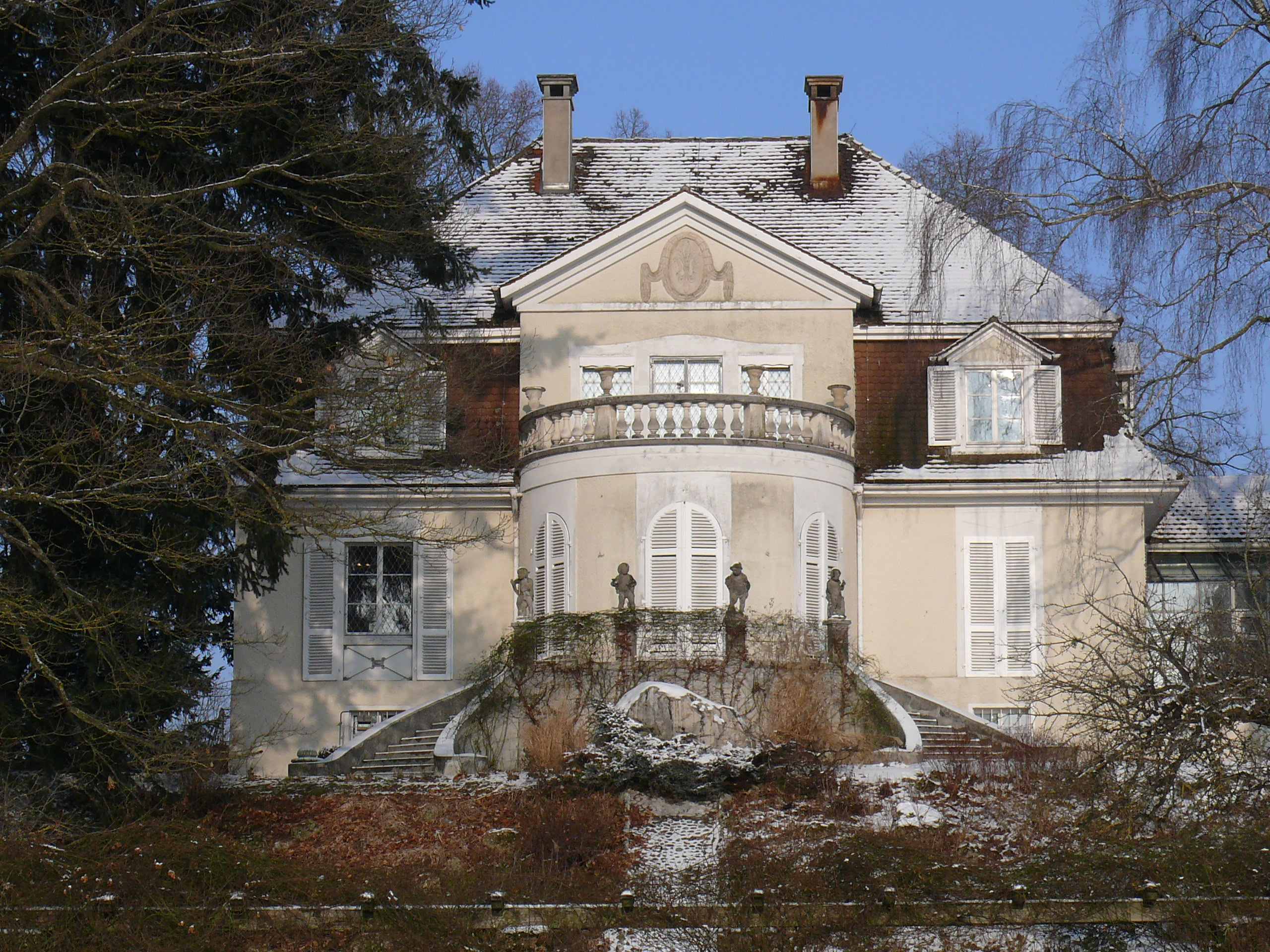
Museum Villa Rot im Ortsteil Rot

Aufgeführte Stücke:
| Jahr | Aufführung                                     | Hauptdarsteller           | Hauptdarsteller                                              | Besucher |
| 2014 | Winnetou und der Schatz im Silbersee           | Winnetou: Alexander Baab  | Old Shatterhand: Michael Dreesen Old Firehand: Alfons Jeggle | 13.576   |
| 2015 | Winnetou I – Der Beginn einer Legende          | Winnetou: Michael Ewig    | Old Shatterhand: Maik van Epple                              | 20.069   |
| 2016 | Winnetou und der Ölprinz                       | Winnetou: Ivica Zdrakovic | Old Shatterhand: Maik van Epple                              | 20.164   |
| 2017 | Winnetou II                                    | Winnetou: Ivica Zdrakovic | Old Shatterhand: Martin Strele Old Firehand: Dirk Linke      | 20.700   |
| 2018 | Unter Geiern – Der Sohn des Bärenjägers        | Winnetou: Max Feuerbach   | Old Shatterhand: Martin Strele                               | 20.851   |
| 2019 | Im Tal des Todes                               | Winnetou: Max Feuerbach   | Old Shatterhand: Martin Strele                               | 22.274   |
| 2020 | ausgefallen aufgrund der COVID-19-Pandemie     |                           |                                                              |          |
| 2021 | Old Surehand                                   | Winnetou: Max Feuerbach   | Old Surehand: Ferdinand Ascher                               |          |
| 2022 | Winnetou III                                   | Winnetou: Alexander Baab  | Old Shatterhand: Martin Strele                               |          |
| 2023 | Winnetou I – Wie alles begann                  | Winnetou: Alexander Baab  | Old Shatterhand: Martin Strele                               |          |
| 2024 | Unter Geiern – Der Geist des Llano Estacado    | Winnetou: Alexander Baab  | Old Shatterhand: Martin Strele                               | 20.000   |
| 2025 | Winnetou II – ein Kampf zwischen Liebe und Tod |                           |                                                              |          |

## Persönlichkeiten

### Ehrenbürger
- Josef Englert (* 1921, † 2015), Bürgermeister von 1947 bis 1978; Träger des Bundesverdienstkreuzes.[8]
- Josef Pfaff (* 1960), Bürgermeister von 1986 bis 2022[9]

### Söhne und Töchter der Gemeinde
- Johann Gründler (* 1924, † 2001), Präsident des Welt-Braunvieh-Zuchtverbandes 1991–1995 und dessen Vorsitzender 1978–1995; Träger des Bundesverdienstkreuzes
- Erwin Hecht (* 13. Oktober 1933, † 19. November 2016), katholischer Bischof von Kimberley in Südafrika
- Albert Loritz (* 13. November 1953 in Rot bei Laupheim; † 15. Dezember 2018 in Walldürn), Arrangeur und Komponist
- Paul Locherer (* 5. Februar 1955), Politiker (CDU), Landtagsabgeordneter von 2006 bis 2016

### Sonstige bedeutende Persönlichkeiten
- Walther Steiger (* 1881, † 1943), Konstrukteur und Automobilhersteller (Steiger)
- Fritz-Josef Willmes (* 1939), Zahnarzt, Präsident der Bundeszahnärztekammer von 1992 bis 2000, seither Ehrenpräsident; Träger des Bundesverdienstkreuzes